# St. Agatha (Blankenburg)

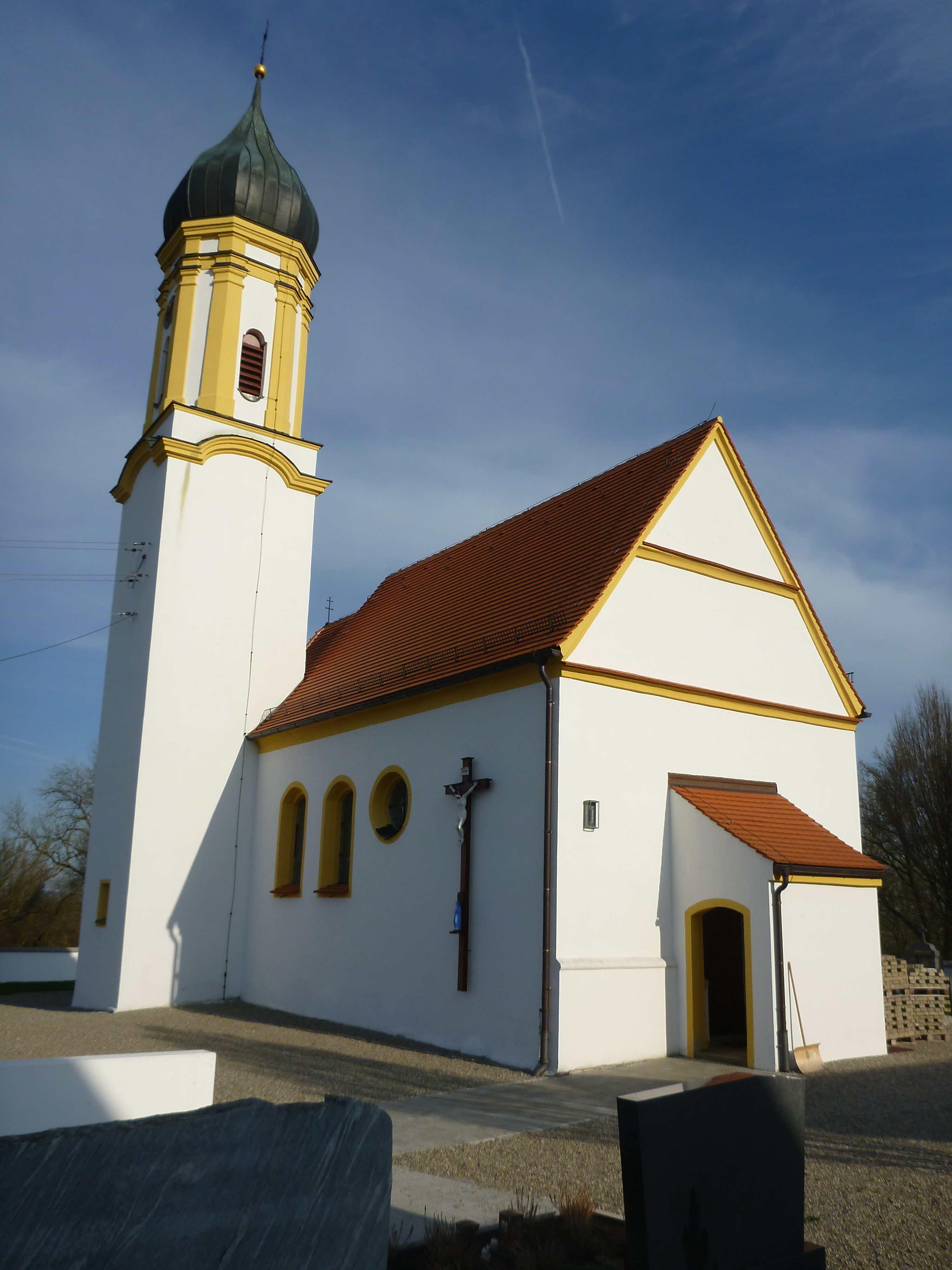
St. Agatha in Blankenburg

Die römisch-katholische Filialkirche St. Agatha steht in Blankenburg, einem Gemeindeteil von Nordendorf im schwäbischen Landkreis Augsburg von Bayern. Das Bauwerk ist  in der Liste der Baudenkmäler in Nordendorf als Baudenkmal unter der Nr. D-7-72-185-5 eingetragen. Sie gehört zum Bistum Augsburg.

## Beschreibung
Der von Strebepfeilern gestützte Chor und die unteren Geschosse des Chorflankenturms auf quadratischem Grundriss wurden in der zweiten Hälfte des 15. Jahrhunderts errichtet. An den Chor wurde 1713 nach einem Entwurf vom Maurermeister Hans Georg Radmiller nach Westen das Langhaus angebaut. Der Chorflankenturm wurde 1761/62 nach Plänen von Leonhard Radmiller mit einem achteckigen Geschoss aufgestockt, das an den Ecken mit Pilastern verziert ist und den Glockenstuhl beherbergt, und mit einer Zwiebelhaube bedeckt.
Die Kirchenmusik wird durch eine Digitale Sakralorgel unterstützt.